# Gatály
Gatály (szlovákul: Hatalov) község Szlovákiában, a Kassai kerület Nagymihályi járásában.

## Fekvése
Nagymihálytól 11 km-re délre, a Laborc és az Ondava között fekszik.

## Története
2024-ben a Jamnaja-kultúrához tartozó sírt tártak fel a területén.
1278-ban „Gothala” alakban említik először. A településnek egykor vára is volt, amelynek azonban már nyoma sincs. Lakói főként mezőgazdasággal és gyümölcstermesztéssel foglalkoztak. A község egykor gőzmalommal és pálinkafőzdével is rendelkezett.
A 18. század végén Vályi András így ír róla: „GATÁLY. Magyar, és tót falu Zemplén Vármegyében, földes Urai több Uraságok, lakosai katolikusok, és más félék, fekszik Dubrokához egy fertály, Kis Csébhez is egy fertály órányira, térséges határja három nyomásbéli, buzát, zabot, árpát, és tengerit terem, erdője vagyon, szőleje nints, piatza Nagy Mihályon.”
Fényes Elek 1851-ben kiadott geográfiai szótárában így ír a faluról: „Gatály, tót-orosz falu, Zemplén vmegyében, N. Cseb fil. 353 romai, 300 gör. kath., 6 evang., 29 ref., 37 zsidó lak., 647 hold szántófölddel. F. u. gr. Schmidegg, Ujlaki, Bégányi, Boronkay, Viczmándy. Ut. p. N. Mihály.”
Borovszky Samu monográfiasorozatának Zemplén vármegyét tárgyaló része szerint: „Gatály, az úgynevezett Sárközön fekvő tót kisközség 111 házzal és 724, nagyobbára róm. kath. vallású lakossal. Postája Füzesér, távírója és vasúti állomása Bánócz. Már 1278-ban szerepel Gathal nevű birtokosa, kitől a község is nevét vette. Mivel azonban a Gathályiak a Csebiekkel egy törzsből származnak, a községet hajdan Alsó-Csebnek is nevezték. 1414-ben Cseby Istváné s 1496-ig a Gatályi és Cseby családokat uralja. Csak ekkor merül fel újabb birtokosul Buttkai Péter és 1505-ben már Buttkai László is. Az 1598-iki összeírás már egészen más birtokosokat sorol fel, ú. m. Bégányi Ferenczet, Lorántffy Lászlót és Ujvárossy Tamást. A XVIII. század közepén Gosztonyi Andrást iktatják birtokába, azután a gróf Schmiddegh, Bégányi, Boronkay, Ujlaky, Wiczmándy és Szirmay családok lesznek az urai s az utóbbiaktól 1865-ben Warenhagen Hermann, ettől pedig, két évvel később, Widder Ignácz, a mostani tulajdonos atyja vette meg a Szirmay-féle kúriával együtt, mely most a Widder Samué, kinek itt szeszgyára és gőzmalma is van. A hagyomány szerint a község határában hajdan várkastély is volt, melynek azonban ma már nyoma sincs, ha csak Dvoriszkó, vagyis Udvarhely nevű dűlőjét nem tartjuk annak. 1884-ben a község nagyobb része leégett. A faluban nincs templom. Gatályhoz tartozik Ridzina-puszta is.”
1920-ig Zemplén vármegye Nagymihályi járásához tartozott.

## Népessége
| Év:            | 1994. | 2004.   | 2014.   | 2024.   |
| -------------- | ----- | ------- | ------- | ------- |
| Emberek száma: | 820   | 756     | 747     | 730     |
| Eltérés:       |       | -7,80 % | -1,19 % | -2,27 % |

| Év:            | 2023. | 2024.   |
| -------------- | ----- | ------- |
| Emberek száma: | 728   | 730     |
| Eltérés:       |       | +0,27 % |

1880-ban 709 lakosából 609 szlovák és 34 magyar anyanyelvű volt.
1890-ben 721 lakosából 591 szlovák és 80 magyar anyanyelvű volt.
1900-ban 725 lakosából 571 szlovák és 95 magyar anyanyelvű volt.
1910-ben 751 lakosából 544 szlovák és 101 magyar anyanyelvű volt.
1921-ben 710 lakosából 599 csehszlovák és 43 magyar volt.
2001-ben 769 lakosából 745 szlovák volt.
2011-ben 769 lakosából 660 szlovák, 97 cigány és 3 magyar volt.
2021-ben 731 lakosából 21 (+6) cigány, 3 (+1) magyar, 2 (+7) ruszin, 689 (+3) szlovák, 4 egyéb és 12 ismeretlen nemzetiségű volt.

## Nevezetességei
- A Szeplőtelen Szűz tiszteletére szentelt, római katolikus temploma 1971-ben épült.